# Nokia N82
Nokia N82 je smartphone představený společností Nokia 14. listopadu 2007. Je součástí série Nseries řady smartphone a uvádí N-Gage gaming platform a Nokia Hudební obchod (Nokia Music store). N82 běží na Symbian OS v9.2, s S60 3rd Edition včetně Feature Pack 1. Má 5megapixelový fotoaparát a je první z telefonů Nokia s Xenonovým bleskem.
Jako Nokia N95, i N82 obsahuje zabudovaný akcelerometr pro stabilizaci videa a orientaci fotografií (pro zachování otočení fotografií tak, jak byly zachyceny). Má automatickou rotaci displeje jako N95 a nepotřebuje k tomu žádné další aplikace.

## Výpis vlastností
| Vlastnost                     | Popis |
| ----------------------------- | --- |
| Tvar                          | Candybar |
| Operační Systém               | Symbian OS 9.2, S60 3rd Edition Feature Pack 1                                                                               |
| GSM frekvence                 | 850/900/1800/1900 MHz |
| GPRS                          | Ano |
| WCDMA                         | Ano (pouze 2100 MHz) |
| Displej                       | 240×320 pixelů, úhlopříčka 2.4", 16 milionů barev                                                                            |
| CPU                           | Dual CPU, ARM 11, 332 MHz |
| Grafika                       | 3D Grafický HW Akcelerátor (OpenGL ES 1.1)                                                                                   |
| Vnitřní Dynamická Paměť (RAM) | 128 MB |
| Vnitřní Efektivní Paměť       | 100 MB |
| Fotoaparát                    | 5megapixelový fotoaparát s xenonovým bleskem, Optika Carl Zeiss: Tessar™ lens; Přední fotoaparát, CIF senzor pro videohovory |
| Nahrávání videa               | Ano, MPEG-4 VGA (640×480), 30 fps                                                                                            |
| Multimediální zprávy          | Ano |
| Video hovory                  | Ano |
| Push to talk                  | Ano |
| Java podpora                  | Ano, Java™ MIDP 2.0, CLDC 1.1                                                                                                |
| Slot pro paměťovou kartu      | Ano, microSD |
| Bluetooth                     | Ano, 2.0 |
| Wi-Fi                         | Ano, WLAN IEEE802.11 b/g s podporou UPnP (Universal Plug and Play)                                                           |
| Infračervený port             | Ne |
| Podpora datového kabelu       | Ano, USB 2.0 Full Speed přes port Micro USB a podpora třídy mass storage pro rychlé připojení a odebírání                    |
| Prohlížeč webu                | Nokia Webový Prohlížeč s „Mini map“                                                                                          |
| E-mail                        | Ano, Jednoduchý e-mailový klient                                                                                             |
| Hudební přehrávač             | Ano |
| Rádio                         | Ano, Stereo FM Rádio s podporou Visual Radio                                                                                 |
| Video formáty                 | MPEG4, AVC/H.264, H.264, H.263, RV, včetně podpory OMA DRM 2.0/1.0 & WMDRM                                                   |
| Audio formáty                 | MP3/AAC/eAAC/eAAC+/WMA/M4A s playlisty, včetně podpory OMA DRM 2.0/1.0 & WMDRM                                               |
| TV výstup                     | Ano |
| HF hlasitý odposlech          | Ano, s 3.5 mm audio výstupem (pro standardní sluchátka a podpora protokolu A2DP pro bezdrátová sluchátka)                    |
| Baterie                       | Baterie Nokia (BP-6MT) 1050 mAh                                                                                              |
| Doba hovoru                   | až 260 minut (GSM) |
| Pohotovostní doba             | až 225 hodin (GSM) |
| Hmotnost                      | 114 g |
| Rozměry                       | 112×50.2×17.3 mm |
| Extra vlastnosti              | Integrovaný přijímač GPS (A-GPS), stereo Handsfree reproduktory, TV výstup                                                   |